# Die drei ??? – Das Geheimnis der Geisterinsel
Die drei ??? – Das Geheimnis der Geisterinsel ist ein deutscher Kriminalfilm aus dem Jahr 2007 und der erste Teil einer geplanten Die-drei-???-Trilogie. Dabei handelt es sich um eine freie Adaption der Jugendbuchreihe Die drei ???. Der Film basiert auf dem 1973 auf Deutsch erschienenen gleichnamigen Band von Robert Arthur (im Original: The Secret of Skeleton Island, 1966). Der zweite Teil, Die drei ??? – Das verfluchte Schloss erschien im Jahr 2009.

## Handlung
Die drei ??? werden von Peters Vater nach Südafrika eingeladen. Hier wird er nämlich von der reichen Miss Wilbur als Architekt engagiert, auf der vor Kapstadt gelegenen Geisterinsel einen Vergnügungspark zu errichten. Schon die erste Erkundung des Eilands sorgt für ein frühes Ferienende der Detektive, denn sie werden Zeugen, wie ein Ungeheuer namens Tokolosh die Auftraggeberin attackiert und verletzt. Wilburs Sicherheitspersonal macht Gamba, einen Einheimischen vom Stamm der Xhosa, der die Insel als heilige Stätte seiner Ahnen bezeichnet, für den Angriff verantwortlich und nimmt ihn fest. Gambas Tochter Chris (in der Buchvorlage ein Junge aus Griechenland) bittet Justus, Peter und Bob um Hilfe, die Unschuld ihres Vaters zu beweisen. Da alle drei Jungen sich schnell für das Mädchen erwärmen, nehmen sie den Fall an und stürzen sich in ein Abenteuer aus Verbrecherjagd und Schatzsuche.

## Produktion
Studio Hamburg erwarb 2002 von den Erben Robert Arthurs, dem Erfinder der Drei ???, die weltweiten Verfilmungsrechte.
Der Regisseur Florian Baxmeyer, der mit einem Studenten-Oscar prämiert wurde, drehte den Film in Südafrika. Die circa sieben Millionen Euro teure Produktion wurde komplett auf Englisch gedreht, um sie bei Erfolg in den deutschen Kinos international optimal vermarkten zu können. Allerdings ist der Film in den USA nur auf DVD erschienen. Der Film lief am 8. November 2007 mit über 500 Kopien an; Filmverleih ist Buena Vista International Germany.
Cameo-Auftritte hatten Oliver Rohrbeck als Hotelgast und Andreas Fröhlich als Kunde auf dem Schrottplatz.
Die deutsche Synchronregie sowie die Bearbeitung des Dialogbuchs übernahm Oliver Rohrbeck, der auch für die Wahl der Synchronsprecher verantwortlich war.

### Synchronsprecher
| Rolle               | Darsteller              | deutscher Sprecher |
| ------------------- | ----------------------- | ------------------ |
| Justus Jonas        | Aaron Chancellor Miller | Jannik Schümann    |
| Peter Shaw          | Nick Price              | Yoshij Grimm       |
| Bob Andrews         | Cameron Monaghan        | David Wittmann     |
| Chris               | Naima Sebe              | Naima Sebe         |
| Al Shaw             | Nigel Whitmey           | Tom Vogt           |
| Gamba               | Akin Omotoso            | Tilo Schmitz       |
| Bill/Victor Hugenay | James Faulkner          | Bodo Wolf          |
| Tom Farraday        | Langley Kirkwood        | Peter Flechtner    |
| Miss Willbur        | Fiona Ramsay            | Karin Buchholz     |

## Nachwirkung
Der Film erreichte mit 837.834 Zuschauern Platz 35 der deutschen Kinocharts 2007.
2009 kam mit Die drei ??? – Das verfluchte Schloss, einer Adaption des Romans Die drei ??? …und das Gespensterschloss, der zweite von drei geplanten Filmen ins Kino. Als Abschluss der Trilogie sollte eine Adaption des Buches Die silberne Spinne auf die Leinwand gebracht werden. Diese sowie eine anschließende Fernsehserie und der Vertrieb umfassenden Merchandisings wurden auf Grund des finanziellen Misserfolgs des zweiten Teils nicht wie geplant realisiert.

## Kritiken
„‚Die drei ??? – Das Geheimnis der Geisterinsel‘ unter der Regie des ‚Studenten-Oscar‘-Gewinners Florian Baxmeyer (‚Die rote Jacke‘) sieht aus wie ein mit Versatzstücken von Handlung aufgemotzter Werbe-Trailer des Tourismus-Ministeriums von Südafrika.“

„In einer gelungenen Mischung aus Abenteuer und Mystery bringt Florian Baxmeyer (Gewinner des Studenten-Oscars für ‚Die rote Jacke‘) die aus Büchern und Hörspielen berühmten Jungdetektive ‚Die drei ???‘ erstmals auf die große Leinwand. Zwar hat die Story wenig mit der Vorlage zu tun, doch kommt sie unterhaltsam und mit jugendlichem Witz daher.“

„Der rasante Kinderkrimi mit Spaßfaktor für Klein und Groß, hat’s in sich, zeigt die Facetten Südafrikas von der feinen Weißen-Villa bis zu den schwarzen Townships, mittendrin die cleveren Kids auf Verbrecherjagd.“

„Optisch großes Kinderkino: frisch, spannend und mit viel Liebe zum Detail“

„Gelungene Kinoadaption einer klassischen Jugendbuchreihe […] ‚Das Geheimnis der Geisterinsel‘ wird nicht nur für junge Kinozuschauer auf sehr fesselnde Art erzählt, auch Eltern und erwachsen gewordene Fans kommen auf ihre Kosten. Das liegt an der gelungenen Adaption und an der liebenswürdigen Anlehnungen an große Kinovorbilder: von James Bond bis Indiana Jones.“

„Wer sich aufmacht, den Kosmos der ‚Drei Fragezeichen‘ zu verfilmen, begibt sich auf vermintes Gelände. Denn all jene, die mit den Drei Fragezeichen aufgewachsen sind, die […] sich vor allem über die massenhaft vertriebenen Hörspiele längst ein eigenes inneres Bild der Detektive gemacht haben, reagieren höchst sensibel auf Versuche, dieser Welt ein Gesicht zu geben. Dass Florian Baxmeyer sich dennoch daran wagt, ist ihm hoch anzurechnen, und das Ergebnis ist auch erstaunlich ausbalanciert: Für Novizen gibt es einen spannenden Kinderkrimi, den mögen wird, wer ein Herz für ‚Indiana Jones‘ hat, und für die Freunde der Detektive aus Rocky Beach schmuggeln die Urheber eine Menge an Insiderwissen in den Film.“

„Baxmeyer bringt Indiana Jones und James Bond, erste Liebe und Action und viel Humor zusammen. Auf den rassenverbindenden Zeigefinger hätten wir gut verzichten können. Und auch logisch ist das nicht immer, temporeich und verwickelt schon. Mit unseren alten Kumpels aus Rocky Beach haben die drei aber gar nichts zu tun (sie sind einfach zu jung), aber Zwölfjährige werden sich daran nicht stören.“

„Studio Hamburg ist mit dieser hollywoodreifen Verfilmung ein altmodischer Detektivfilm gelungen, der Kindern von heute großen Spaß bereitet. Erwachsene Fans sollten es aber lieber beim Hören der Kassetten belassen, denn wer das Detektivtrio plötzlich leibhaftig auf der Leinwand sieht, wird schnell seine ganz eigene Vorstellung vom Hörspielkult verlieren. Und schließlich nimmt der Film noch eine entscheidende Änderung vor: Justus küsst ein Mädchen! Wäre das im Hörspiel je möglich gewesen?“

„Die Verfilmung von ‚Die drei ??? – Das Geheimnis der Geisterinsel‘ ist ein Kinder- und Jugendfilm geworden. In dieser Kategorie ist er gut bis sehr gut. Und dass zum Kinostart bereits zwei weitere Filme in Vorbereitung sind, zeigt wie sicher sich die Macher sind, mit den Filmen neue Fans zu begeistern. Den vielleicht enttäuschten alten Fans bleiben als Trost immerhin noch die Hörspielkassetten“

„Gewitzter Mix aus ‚Indiana Jones‘ und Teen-Abenteuer“

„Kriminal- und Abenteuerfilm nach der populären Hörspielreihe, der vor allem mit Kalauern und leidlich handfesten Actionszenen aufwartet. Eine konventionelle Mystery-Story ohne ausgearbeitete Charaktere, lieb- und seelenlos inszeniert.“

## Auszeichnungen
Die Filmbewertungsstelle Wiesbaden vergab dem Film das Prädikat besonders wertvoll.
- 2008: Goldener Spatz als Bester Kino-/Fernsehfilm